# Marigny (Deux-Sèvres)
Marigny è un comune francese di 915 abitanti situato nel dipartimento delle Deux-Sèvres nella regione della Nuova Aquitania.

## Società

### Evoluzione demografica
Abitanti censiti